# Station Boom-Krekelenberg
Onder de naam station Boom-Krekelenberg kennen we twee voormalige spoorweghalten in het noorden van de gemeente Boom waarvan één (het oostelijke) van 4 februari 1934 tot 2 oktober 1952 aan spoorlijn 61 (Antwerpen - Aalst) ter hoogte van het huidige park van Boom en het tweede (westelijke) vanaf 1965 tot 3 juni 1984 aan spoorlijn 52 (Dendermonde - Antwerpen-Zuid) ten westen van de A12.

## Aantal instappende reizigers
De grafiek en tabel geven het gemiddeld aantal instappende reizigers weer op een week-, zater- en zondag.
| Tabel: aantal instappende reizigers station Krekelenberg | Tabel: aantal instappende reizigers station Krekelenberg | Tabel: aantal instappende reizigers station Krekelenberg | Tabel: aantal instappende reizigers station Krekelenberg |
|                                                          | Weekdag                                                  | Zaterdag                                                 | Zondag                                                   |
| -------------------------------------------------------- | -------------------------------------------------------- | -------------------------------------------------------- | -------------------------------------------------------- |
| 1977                                                     | 78                                                       | 10                                                       | 0                                                        |
| 1978                                                     | 138                                                      | 9                                                        | 0                                                        |
| 1979                                                     | 134                                                      | 9                                                        | 0                                                        |
| 1980                                                     | 112                                                      | 23                                                       | 0                                                        |
| 1981                                                     | 120                                                      | 28                                                       | 0                                                        |
| 1982                                                     | 123                                                      | 8                                                        | 0                                                        |
| 1983                                                     | 129                                                      | 13                                                       | 0                                                        |

## Locaties
- Westelijke: 51° 6′ 3″ NB, 4° 21′ 39″ OL
- Oostelijke: 51° 5′ 57″ NB, 4° 22′ 13″ OL

0,0: Dendermonde ·
5,6: Baasrode-Noord ·
9,0: Sint-Amands ·
12,5: Oppuurs ·
15,3: Puurs ·
18,4: Ruisbroek-Sauvegarde ·
21,2: Boom ·
22,0: Boom-Krekelenberg ·
24,7: Niel ·
26,4: Schelle ·
27,6: Hemiksem ·
29,9: Hemiksem-Werkplaatsen ·
31,9: Hoboken-Kapelstraat ·
32,9: Hoboken-Polder ·
37,5: Antwerpen-Zuid
0,0: Kontich ·
2,0: Edegem ·
3,8: Kontich-Dorp ·
8,8: Reet ·
12,1: Boom-Krekelenberg ·
14,0: Boom ·
18,5: Willebroek ·
21,7: Tisselt-West ·
26,1: Londerzeel-Oost ·
27,5: Londerzeel ·
30,7: Steenhuffel ·
34,2: Peizegem ·
37,4: Opwijk ·
40,3: Nijverseel ·
41,8: Baardegem ·
44,2: Moorsel ·
46,2: Mijlbeke ·
49,3: Aalst